# Carlos S. Ramos Mejía
Carlos Santiago Ramos Mejía (n. 7 de diciembre de 1918 - f. 7 de diciembre de 2009) fue un arquitecto y político argentino. 

## Carrera política
Fue interventor de facto la Provincia de Río Negro, Argentina en dos ocasiones. Primero lo fue durante la dictadura de Pedro Eugenio Aramburu, tras desplazar por la fuerza al gobernador constitucional Emilio Belenguer. Durante la intervención de Ramos Mejía se interrumpió el proceso de provincialización de Río Negro. En 1962, en Río Negro y 14 provincias triunfó el peronismo. Aquellas elecciones se anularon por el presidente Arturo Frondizi y el Congreso fue disuelto y la provincia intervenida. Tras el golpe de José María Guido, fue renombrado interventor.
En Río Negro las intervenciones militares provocaron persecuciones, detenciones y represión con el fin de evitar la resistencia peronista. La acción de la Comisión Investigadora Provincial creada en 1955 y de sus filiales en toda la provincia tradujo en una fuerte tensión social. Miembros de estas juntas fueron designados por Mejía, incautando bienes de opositores peronistas que en su mayoría terminaron en manos de los miembros de las comisiones.